# Charles White (acteur de minstrel)
Pour les articles homonymes, voir Charles White.
Charles T. White, surnommé Charlie ou Charley White, né le 4 juin 1821 à Newark (État de New York) et mort le 4 janvier 1891 à New York, est un danseur et acteur américain du XIXe siècle, et l'un des premiers artistes de minstrel show blackface.

## Biographie
Charles T. White naît le 4 juin 1821 à Newark, dans l'État de New York. Il déménage avec sa famille à New York à l'âge de deux ans. Avant de commencer sa carrière d'artiste, il travaille dans des écuries de courses, pour un pharmacien, dans une usine de chaises et devient fonctionnaire municipal. Il se fait connaître du public pour la première fois en 1843 en tant que joueur d'accordéon au Thalian Hall au 42 Grand Street. Cet été-là, il rejoint la troupe Kentucky Minstrels, installée au Vauxhall de New York sur la 4e Rue.
Après que Thomas D. Rice a popularisé le blackface avec son personnage de Jim Crow, White intègre un « numéro nègre » à son numéro d'accordéon, puis fonde les White's Kitchen Minstrels à New York au début des années 1840, ouvrant ses portes au Melodeon de Bowery. Il semble y avoir employé le danseur William Henry Lane, dit Master Juba, qui effectuait apparemment une tournée avec sa troupe de minstrels.
En plus du Melodeon de Bowery, White gère d'autres théâtres. En juin 1866, il ouvre un music-hall pour une saison au Mechanic's Hall au 472 Broadway, un lieu qui abritait auparavant les Bryant's Minstrels et qui accueillera plus tard l'American Theatre de Robert Butler avant de brûler en 1868. En 1869, il dirige le Theatre Comique au 514 Broadway pendant une saison. En 1871, il prend la direction du Hooley's Opera House, un théâtre de variétés du centre-ville de Brooklyn, le rebaptisant Brooklyn Globe Theatre. L'année suivante, il dirige le White's Athenaeum à Bowery. 
En décembre 1877, il est victime d'une agression. Décrit comme « Charles White, le minstrel » et résidant au 250 Hudson Street, il est attaqué alors qu'il était ivre par deux jeunes hommes qui tentent de s'enfuir avec sa montre et son portefeuille, mais un policier s'interpose et empêche le vol. 
Il se retire en grande partie de la scène en 1887, bien que sa nécrologie dans le New York Times indique qu'il est engagé en 1890 pour jouer le rôle d'une femme noire âgée dans la comédie musicale Reilly and the 400. À partir de sa retraite, il se consacre à écrire sur les souvenirs de sa carrière.
Il meurt d'une pleuropneumonie à New York, dans sa résidence du 266 West 36th Street, le 4 janvier 1891. 